# Lipowy dwór w Pruszczu Gdańskim
Lipowy dwór w Pruszczu Gdańskim (także: Pałac Winkerta) – budynek w formie dworu zlokalizowany w Pruszczu Gdańskim przy ul. Grunwaldzkiej 71a.
Budynek wzniesiony w stylu neorenesansowym w 1891 ma funkcję mieszkalną. Jest to obiekt z pseudoryzalitem na osi fasady, zwieńczonym szczytem.
Stanowi część dawnego majątku Russotschin. Nazwa pochodzi od otaczających go lip. Nazwisko Winkert nosił jeden z dawnych właścicieli budynku. 